# John Berryman
John Allyn McAlpin Berryman (narozen jako John Allyn Smith, Jr.; 25. října 1914, McAlester – 7. ledna 1972, Minneapolis) byl americký básník. Je považován za klíčovou postavu "konfesní" básnické školy. Jeho sbírka 77 Dream Songs (1964) vyhrála v roce 1965 Pulitzerovu cenu za poezii. Sbírka His Toy, His Dream, His Rest (1968) byla ověnčena Národní knižní cenou.

## Život
Do deseti let vyrůstal v rodné Oklahomě. Poté se jeho otec John Smith, bankéř, a jeho matka Martha, učitelka, přestěhovali na Floridu. V roce 1926, když bylo Berrymanovi 12 let, se jeho otec zastřelil. Byl v té době bez práce a v rozvodovém řízení. Berryman byl smrtí svého otce pronásledován po zbytek života a o svém pokusu vyrovnat se s ní psal ve většině svých básní. Několik měsíců po smrti otce se jeho matka provdala za Johna Anguse McAlpina Berrymana. Ačkoli se nevlastní otec později s matkou rozvedl, Berryman s ním zůstal v dobrých vztazích a ponechal si jeho jméno. Poté vystudoval literaturu na Kolumbijské univerzitě. Absolvoval v roce 1936. Na univerzitě ho ovlivnil literární vědec Mark Van Doren. Právě jemu Berryman připsal zásluhu na tom, že se nadchl pro poezii. 
Roku 1942 vydal první sbírku básní. Ve stejném roce si vzal za ženu spisovatelku Eileen Simpsonovou, ale roku 1953 se rozešli a v roce 1956 formálně rozvedli. V roce 1950 Berryman publikoval biografii básníka Stephena Cranea, kterého velmi obdivoval. Roku 1965 získal Pulitzerovu cenu, což z poměrně neznámého autora udělalo národní celebritu. V roce 1967 byl zvolen členem Americké akademie umění a věd. Za rok jeho status hvězdy americké poezie posílila National Book Award. 
Berryman pak učil na řadě univerzit: na University of Iowa, Harvardu, Princetonu, University of Cincinnati, Brownově univerzitě, University of Minnesota, kde strávil většinu kariéry. Mezi jeho slavné studenty patřili W. D. Snodgrass nebo Philip Levine. 
Z University of Iowa byl vyhozen za výtržnictví a veřejnou opilost. Kvůli alkoholismu byl několikrát v léčebně, během jednoho z pobytů prý prožil náboženské osvícení. Přesto se z alkoholismu nikdy plně nevyléčil a stejně tak do konce života bojoval s depresemi. Boj nakonec prohrál, když ráno 7. ledna 1972 spáchal sebevraždu skokem z mostu Washington Avenue Bridge v Minneapolis.
Australský zpěvák a skladatel Nick Cave zmínil Berrymanův vliv na jeho album Henry's Dream (1992) a také otevřeně vyjádřil svůj obdiv k básníkovi v písni We Call Upon the Author z alba Dig, Lazarus, Dig (2007).